# Daijiro Kato
Daijiro Kato (japonès: 加藤大治郎)  (Saitama, 4 de juliol de 1976 - Yokkaichi, 20 d'abril de 2003) va ser un pilot de motociclisme japonès que va guanyar el campionat del món de 250cc el 2001. També va guanyar les 8 Hores de Suzuka els anys 2000 i 2002. El seu títol de campió del món del 2001 l'obtingué després d'establir un rècord d'onze victòries en setze curses. Abans, ja havia estat campió del món de Poket bikes en diverses ocasions i havia creat la Daijiro Cup Japan, amb l'objectiu de fomentar aquest esport al seu país d'origen. Kato va ser considerat sovint el millor pilot japonès de tots els temps i fou "l'elegit" per Honda per a aconseguir el primer títol plenament japonès a la cilindrada reina del motociclisme, MotoGP.
Daijiro Kato es va morir a 26 anys a causa del greu accident que va patir al Gran Premi del Japó del 2003 mentre corria en la categoria de MotoGP. A finals d'aquell any fou incorporat al Saló de la Fama de MotoGP a títol pòstum i el seu número, el 74, fou oficialment retirat de les competicions.

## Carrera esportiva

### Primers anys
Daijiro Kato va debutar en competicions de motociclisme de velocitat el 1994, i aquell any mateix va obtenir la seva primera victòria al Campionat del Japó de 250cc. El 1996 ja n'hi va aconseguir quatre.

### 250cc

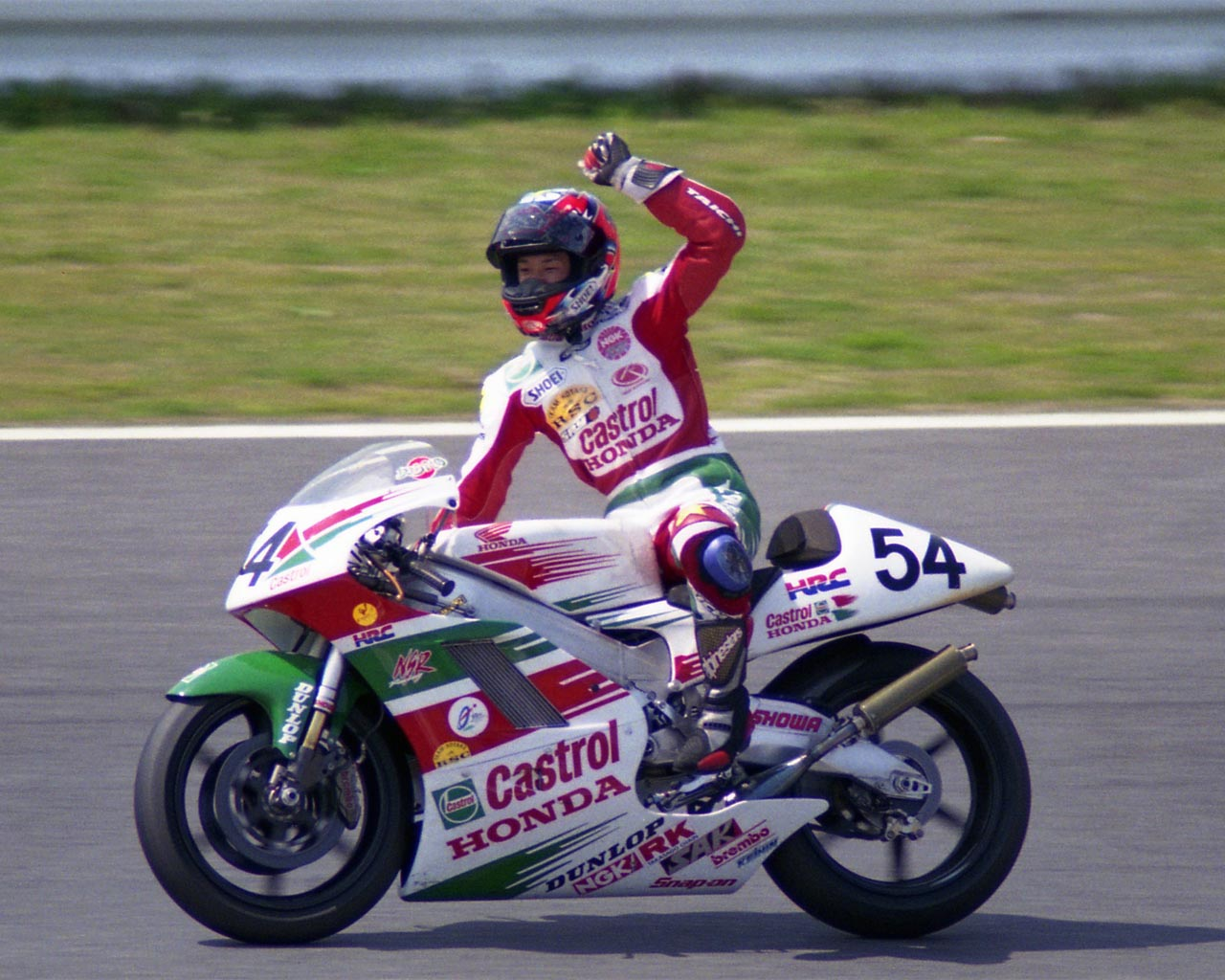
Kato en guanyar el GP del Japó de 1998

El 1996, Kato va debutar en Gran Premi com a pilot convidat (Wild Card, "comodí") al GP del Japó en la cilindrada de 250cc, on contra tot pronòstic va acabar en tercer lloc, darrere de Max Biaggi i el seu compatriota Noriyasu Numata. En les dues següents temporades (1997 i 1998) es va imposar a totes les figures consagrades en la seva única i aïllada participació a la ronda japonesa, sempre com a pilot convidat. Gràcies als seus èxits, el 1997 va esdevenir pilot oficial d'Honda HRC. El 1998 es va proclamar Campió del Japó de 250cc i el 1999
en fou subcampió.
La temporada del 2000, finalment, Kato va poder seguir tot el calendari del mundial dins l'equip d'Honda HRC i amb una de les seves exclusives NSR250. La seva adaptació als circuits va resultar ràpida i això el portà a acabar tercer al mundial, darrere del francès Olivier Jacque i del també japonès Shinya Nakano, tots dos pilots de Yamaha. Aquell any, a més, va guanyar les 8 Hores de Suzuka.
El 2001, enquadrat a l'equip de l'italià Fausto Gresini, va dominar la categoria dels 250cc i va acabar la temporada amb el major nombre de punts (322) mai sumats per ningú en una sola temporada en tota la història del mundial d'aquesta cilindrada.

### MotoGP
El 2002, Kato va decidir passar a MotoGP, categoria en què va començar pilotant en qualitat de cedit a l'equip Gresini Racing una NSR500 de dos temps, però va acabar als comandaments de la màxima expressió tecnològica d'Honda per decisió expressa d'HRC: la RC211V, la qual va pilotar per primera vegada al Gran Premi de la República Txeca, on va acabar segon darrere de Max Biaggi. Va acabar el mundial en la setena posició final i va aconseguir el guardó de Rookie of the Year ("Debutant de l'Any"). Aquell any va tornar a guanyar les 8 Hores de Suzuka.

## Mort

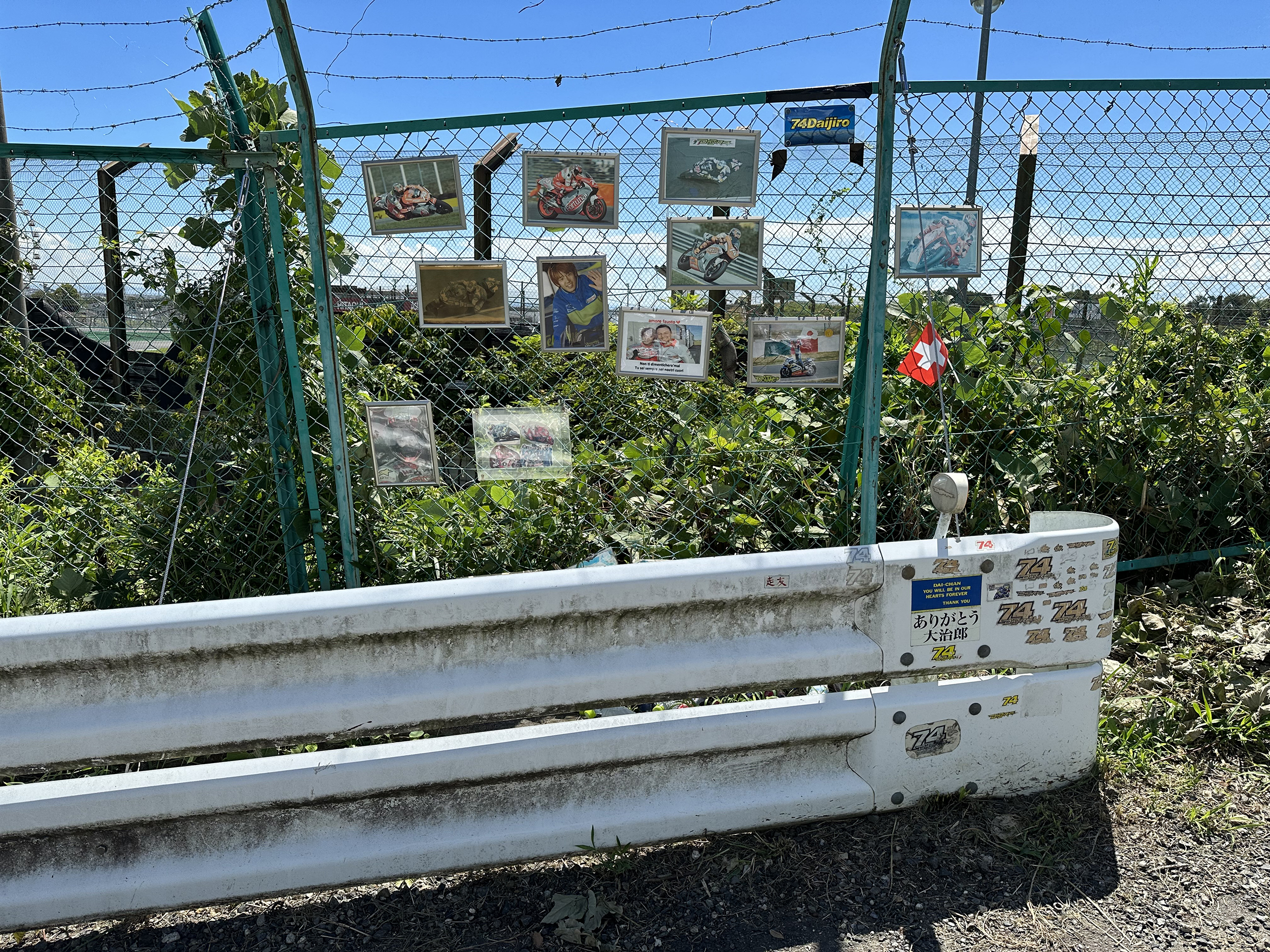
Tribut a Kato vora la xicana de Suzuka on va tenir l'accident

De cara al 2003, Kato va fitxar per l'equip Movistar Honda, on tingué de company el català Sete Gibernau. A la cursa inaugural del mundial, el Gran Premi del Japó, celebrat a Suzuka el 6 d'abril, Daijiro Kato sortia com a primer pilot de l'equip Honda a la cursa de MotoGP. Durant la tercera volta, quan anava cinquè, va patir un accident i va xocar contra un mur de protecció a l'entrada de la xicana de Casio a 200 km/h. El casc se li va esberlar per la meitat. Va ser reanimat dins la mateixa pista i traslladat al Mie Medical Center de Yokkaichi.
Arran de l'accident, Kato va quedar tetraplègic i amb necessitat de respiració assistida. Es va morir després de tretze dies en estat de coma irreversible, el 20 d'abril a les 00:42, d'una aturada cardíaca. Al seu enterrament hi van assistir milers de fans. A l'octubre, Kato fou nomenat MotoGP Legend a títol pòstum i el seu número, el 74, fou oficialment retirat. Kato va deixar esposa, Makiko, i dos fills, Ikko i una nena nascuda poques setmanes abans i a qui, posteriorment a la mort del seu pare, li van posar Rinke de nom.
Els enginyers d'HRC i de l'equip Telefónica Movistar-Gresini van descartar cap fallada mecànica com a causa de l'accident i a hores d'ara segueixen sense conèixer-se les circumstàncies exactes en què aquest es va produir.

## Resultats al Mundial de motociclisme
Barem de puntuació de 1993 ençà:
| Posició | 1  | 2  | 3  | 4  | 5  | 6  | 7 | 8 | 9 | 10 | 11 | 12 | 13 | 14 | 15 |
| Punts   | 25 | 20 | 16 | 13 | 11 | 10 | 9 | 8 | 7 | 6  | 5  | 4  | 3  | 2  | 1  |

(Ids. Grans Premis | Llegenda) (Curses en negreta indiquen pole; curses en  itàlica indiquen volta ràpida)
| Any  | Categoria | Moto  | 1       | 2     | 3     | 4       | 5       | 6     | 7      | 8     | 9       | 10    | 11      | 12      | 13      | 14    | 15    | 16    | Pos | Pts |
| ---- | --------- | ----- | ------- | ----- | ----- | ------- | ------- | ----- | ------ | ----- | ------- | ----- | ------- | ------- | ------- | ----- | ----- | ----- | --- | --- |
| 1996 | 250cc     | Honda | MAL     | INA   | JPN 3 | ESP     | ITA     | FRA   | NED    | GER   | GBR     | AUT   | CZE     | IMO     | CAT     | BRA   | AUS   |       | 23è | 16  |
| 1997 | 250cc     | Honda | MAL     | JPN 1 | ESP   | ITA     | AUT     | FRA   | NED    | IMO   | GER     | BRA   | GBR     | CZE     | CAT     | INA   | AUS   |       | 19è | 25  |
| 1998 | 250cc     | Honda | JPN 1   | MAL   | ESP   | ITA     | FRA     | MAD   | NED    | GBR   | GER     | CZE   | IMO     | CAT     | AUS     | ARG   |       |       | 20è | 25  |
| 1999 | 250cc     | Honda | MAL     | JPN 5 | ESP   | FRA     | ITA     | CAT   | NED    | GBR   | GER     | CZE   | IMO     | VAL     | AUS     | RSA   | BRA   | ARG   | 20è | 11  |
| 2000 | 250cc     | Honda | RSA 2   | MAL 3 | JPN 1 | ESP 2   | FRA 6   | ITA 3 | CAT 4  | NED 8 | GBR 10  | GER 4 | CZE 6   | POR 1   | VAL 5   | BRA 1 | PAC 1 | AUS 3 | 3r  | 259 |
| 2001 | 250cc     | Honda | JPN 1   | RSA 1 | ESP 1 | FRA 1   | ITA 10  | CAT 1 | NED 11 | GBR 1 | GER 2   | CZE 3 | POR 1   | VAL 1   | PAC Ret | AUS 1 | MAL 1 | BRA 1 | 1r  | 322 |
| 2002 | MotoGP    | Honda | JPN 10  | RSA 4 | ESP 2 | FRA Ret | ITA Ret | CAT 8 | NED 12 | GBR 7 | GER Ret | CZE 2 | POR Ret | BRA Ret | PAC Ret | MAL 5 | AUS 4 | VAL 4 | 7è  | 117 |
| 2003 | MotoGP    | Honda | JPN Ret | RSA   | ESP   | FRA     | ITA     | CAT   | NED    | GBR   | GER     | CZE   | POR     | BRA     | PAC     | MAL   | AUS   | VAL   | NC  | 0   |